# Cotesia congregata

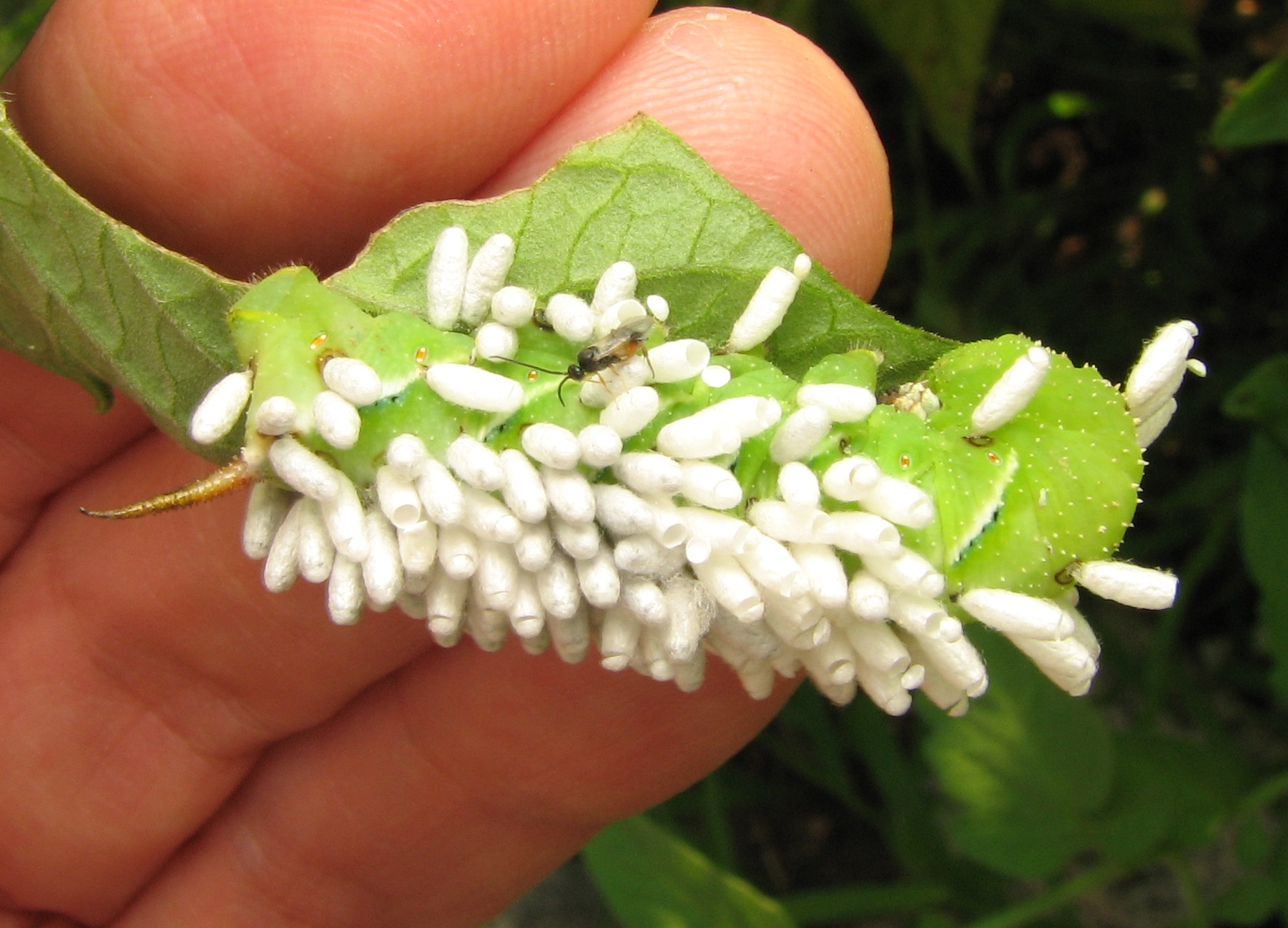
Capullos de Cotesia congregata en oruga de Manduca sexta

Cotesia congregata es una avispilla parasitoide del género Cotesia. Este género se caracteriza por los virus polydnaviruses. Los parasitoides se diferencian de parásitos porque terminan matando a su huésped o, al menos, lo esterilizan.

## Ciclo vital
La hembra deposita sus huevos en orugas del gusano del tabaco (Manduca sexta) durante su segundo o tercer estadio y al mismo tiempo inyecta viruses simbióticos en el hemocele de la oruga. Los viruses interfieren con las defensas de la oruga.
Las larvas se desarrollan dentro del hemocele, pasan por dos mudas y esto lleva de 12 a 16 días. Cuando terminan su desarrollo emergen fuera de la oruga y construyen un capullo donde empupan. El adulto emerge del capullo en cuatro a ocho días.
A su vez, las pupas de C. congregata pueden ser parasitadas por avispas calcidoides del género Hypopteromalus.